# Maksymin Tandek
Maksymin Marek Tandek (ur. 12 lutego 1966) – franciszkanin, doktor teologii, założyciel i pierwszy rektor Wyższej Szkoły Filologii Hebrajskiej w Toruniu.

## Życiorys
Studia odbył w Wyższym Seminarium Duchownym Braci Mniejszych w Katowicach w latach 1988–1991 oraz Wyższym Seminarium Duchownym Braci Mniejszych we Wronkach w latach 1991–1994, zaś studia specjalistyczne na Papieskim Wydziale Teologicznym w Poznaniu w latach 1996–1998 (licencjat teologii). Na Wydziale Teologicznym Uniwersytetu Opolskiego uzyskał w 2000 stopień doktora teologii (temat pracy doktorskiej: Zwycięzca i jego nagroda według listów „Do siedmiu Kościołów, które są w Azji” Apokalipsy św. Jana Apostoła. Teologia zwycięstwa w Apokalipsie św. Jana Apostoła). 
W 2009 zainicjował budowę Wyższej Szkoły Filologii Hebrajskiej w Toruniu, we wbudowaniu kamienia węgielnego uczestniczył m.in. naczelny rabin Polski Michael Schudrich. Został pierwszym rektorem tej uczelni. Był nominowany w plebiscycie Torunianin Roku 2009 Gazety Wyborczej i wygrał go.
15 grudnia 2011 został odwołany z funkcji rektora uczelni, opuścił Toruń i udał się do klasztoru w Nowym Porcie w Gdańsku.